# 新竹縣公共圖書館列表
本條目列出的是新竹縣的公共圖書館列表:

## 列表
| 行政區 | 館舍名稱               | 所在地址         | 照片 | 備註 |
| ------ | ---------------------- | ---------------- | ---- | ---- |
| 竹北市 | 新竹縣政府文化局圖書館 | 縣政九路146號    |      |      |
| 竹北市 | 竹北市立圖書館         | 福德街30號       |      |      |
| 新豐鄉 | 新豐鄉立圖書館         | 明德巷24號       |      |      |
| 湖口鄉 | 湖口鄉立圖書館         | 明德街296號      |      |      |
| 芎林鄉 | 芎林鄉立圖書館         | 文山路290號      |      |      |
| 竹東鎮 | 竹東鎮立圖書館         | 環山路1號        |      |      |
| 新埔鎮 | 新埔鎮立圖書館         | 文化街142號      |      |      |
| 關西鎮 | 關西鎮立圖書館         | 中山路145號      |      |      |
| 五峰鄉 | 五峰鄉立圖書館         | 大隘村6鄰95之1號 |      |      |
| 寶山鄉 | 寶山鄉立圖書館         | 館前路18號       |      |      |
| 橫山鄉 | 橫山鄉立圖書館         | 新興街67巷7號    |      |      |
| 峨眉鄉 | 峨眉鄉立圖書館         | 峨眉街8號        |      |      |
| 北埔鄉 | 北埔鄉立圖書館         | 北埔街90號4樓    |      |      |
| 尖石鄉 | 尖石鄉立圖書館         | 嘉樂村2鄰26號    |      |      |

## 歷史
(依圖書館成立時間排序)
- 1965年6月1日，「新竹縣立圖書館芎林閱覽室」附設在芎林鄉文昌廟文林閣內。
  - 1980年7月，以基層建設基金興建於現址
  - 1981年5月5日，竣工並正式開館啟用
  - 2017年12月，完成教育部補助環境空間改善工程。
- 1975年，設立「中正圖書室」，奉台灣省政府教育廳核准立案，正式成立「湖口鄉立圖書館」。
  - 1986年11月15日，發包興建，1988年6月竣工。
  - 1989年4月19日，落成啟用。
  - 1992年7月，獲省教育廳補助貳佰萬元，做為示範圖書館。期間改善設備包括：大門的整修、內部庫室的調整、多媒體視聽室的規劃、書籍的添購等項目
  - 1993年5月，完成多媒體視聽室，1992年7月啟用。
  - 2018年8月，圖書館室內裝修工程發包，2018年12月竣工，待內部設備全面完成後，於209年2月27日啟用，全面對外開放
- 1970年7月16日，創立[1]
  - 1971年1月22日，完工正式開放為竹東鎮鎮民服務。
  - 1979年，增建兒童閱覽室、期刊室、藏報室。
  - 1998年，整修研習教室及視聽室。
  - 1999年10月，啟用新竹縣公共圖書館自動化系統。
  - 2003年3月，館舍計有3棟，面積約為303坪。
  - 2004年6月，空間及營運改善計畫完成全新開放。
  - 2009年，新竹縣竹東鎮立圖書館建築風貌整建工程，完成圖書館外觀立面美化。
  - 2010年，新竹縣竹東鎮立圖書館-森林公園入口處公共空間改善工程，完成本館入口意象，書香花園大道，戶外閱覽平台、綠美化等工程。
  - 2011年，公共圖書館閱讀環境與設備升級實施計畫，完成更新全館節能照明燈、自修室閱覽桌20張及閱覽椅91張。 新竹縣竹東鎮立圖書館屋頂漏水圖書館招牌及大門更新工程完工。
- 1985年，成立新竹縣尖石鄉立圖書館
  - 1988年，為配合台灣省政府交通處公路局興建本鄉行政區域之台120線外環道路，因本鄉中正圖書館位於外環道路之範圍內，需拆除以興建外環道，遂於1988年10月間拆除，隨即封館。
  - 2002年3月1日，雲天寶鄉長就任後，即感到本鄉讀書風氣式微，又無讓民眾有個借書、看書之場所，即指示民政課之主辦人將現有存放書籍之老人會館重新裝修、整理。
  - 2003年9月1日，開放給所有鄉內、外之愛好讀書之民眾使用
  - 2003年10月22日，隆重開館
- 1986年3月17日，動工興建
  - 1988年6月30日，完工
  - 1989年6月29日，開館，全面對外開放迄今。
- 1989年3月1日，成立新竹縣新豐鄉立圖書館
- 1989年3月，成立新竹縣峨眉鄉立圖書館
- 1996年5月，發包施工
  - 1995年2月，興建完工並驗收
- 1992年，間承前立委高天來及各級民意代表之協助，獲國有財產局同意無償撥用。
  - 1995年4月9日，二樓圖書館正式啟用。
- 1994年5月20日，成立「新竹縣橫山鄉立圖書館」
  - 2004年6月，空間及營運改善計畫完成全新開放。
- 1995年，成立「新竹縣寶山鄉立圖書館」
- 1996年3月，成立新竹縣立文化中心，並成立「新竹縣立文化中心圖書館」。
- 1991年，成立竹北市立圖書館
- 2000年1月，改制為新竹縣文化局，並改為「新竹縣立文化局圖書館」。
- 2004年12月18日，新竹縣北埔鄉立圖書館新館開幕啟用